# ولفير (ملك مرسيا)
ولفير (و. القرن 7 – 675 م) كان ملك مرسيا من 658 إلى 675 م، كان أول ملك مسيحي لمرسيا بأكملها، على الرغم من أنه من غير المعروف متى أو كيف تحول من الوثنية الأنجلوسكسونية. كان انضمامه بمثابة نهاية لسيادة أوزوي نورثمبريا على جنوب إنجلترا، ووسع وولفير نفوذه على جزء كبير من تلك المنطقة. غزا جزيرة وايت ووادي ميون وأعطاهما للملك ثيلويله ‏ من ساسكس. كما كان له تأثير في ساري وإسكس وكنت. تزوج إيورمنهيلد ‏، ابنة الملك إيورسنبيرت ملك كنت ‏.

## مناصب
تولى منصب
- ملك مرسيا ‏ 658–675
- ملك مرسيا ‏ 658–675

.